# Westel Willoughby junior

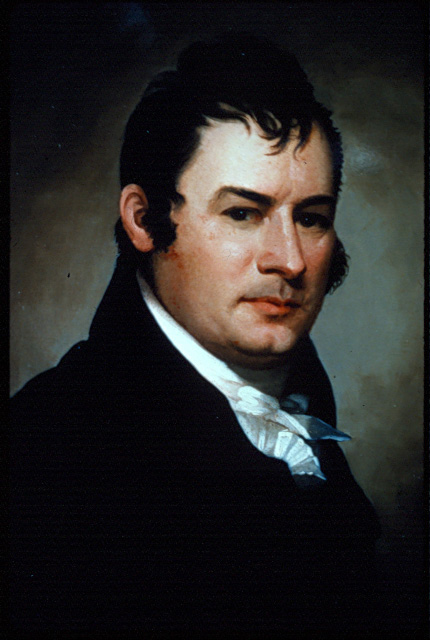
Westel Willoughby junior

Westel Willoughby junior (* 20. November 1769 in Goshen, Colony of Connecticut; † 3. Oktober 1844 in Newport, New York) war ein US-amerikanischer Arzt und Politiker. Zwischen 1815 und 1817 vertrat er den Bundesstaat New York im US-Repräsentantenhaus.

## Werdegang
Westel Willoughby junior wurde ungefähr sieben Jahre vor dem Ausbruch des Unabhängigkeitskrieges in Goshen im Connecticut geboren. Er zog nach Newport im Herkimer County. Willoughby studierte Medizin und praktizierte danach. 1805 wurde er zum Richter am Court of Common Pleas im Herkimer County ernannt – eine Stellung, die er bis 1821 innehatte. Willoughby war zwischen 1806 und 1816 sowie zwischen 1818 und 1836 Präsident der Herkimer County Medical Society. Er saß in den Jahren 1808 und 1809 in der New York State Assembly. Zwischen 1812 und 1844 hielt er den Posten als Präsident am College of Physicians and Surgeons for Western District of New York. Er diente in der Miliz von New York, wo er Mitglied des medizinischen Personals war und nahm in dieser Stellung am Britisch-Amerikanischen Krieg teil.
Als Gegner einer zu starken Zentralregierung schloss er sich in jener Zeit der von Thomas Jefferson gegründeten Demokratisch-Republikanischen Partei an. Bei den Kongresswahlen des Jahres 1814 für den 14. Kongress wurde William Stephens Smith im 17. Wahlbezirk von New York in das US-Repräsentantenhaus in Washington, D.C. gewählt. Willoughby hat dessen Wahl erfolgreich angefochten und diente im Kongress vom 13. Dezember 1815 bis zum 3. März 1817.
Er gründete die Town von Willoughby (Ohio) und das Willoughby College (heute ein Teil von Syracuse University). Am 3. Oktober 1844 verstarb er in Newport und wurde dann auf dem First Baptist Church Cemetery beigesetzt. Ungefähr zwei Jahre später brach der Mexikanisch-Amerikanische Krieg aus.